# 西表海底火山
座標: 北緯24度34分 東経123度56分 / 北緯24.567度 東経123.933度
西表海底火山（いりおもて かいていかざん） は、西表島の北北東約20キロメートルの海底に位置する火山で、気象庁は西表島北北東海底火山（いりおもてじま ほくほくとう かいていかざん、英称:Submarine Volcano NNE of Iriomotejima）の名称を用いている。

## 突然の噴火
1924年（大正13年）10月31日、大阪商船の宮古丸は台湾・基隆港から那覇へ向かう途中の西表島北沖で噴火を目撃した。当時の宮古丸船長の加納直市が記録した報告書には、午前9時35分に鳩間水道（西表島と鳩間島の間の海域）を石垣島方面へ通過中、前方約10キロメートルで海面が変色していた。西表島の赤離島から沖にわたって伸びる大量の軽石が海中から湧き出しており、海底火山による噴火と断定した。このまま石垣島へ向かう真東に航行するのは危険と判断した船長は北北東へ針路を変更したが、爆発の勢いは増し、至る場所で濁水と軽石が噴出した。午前11時5分に天候悪化による視界不良により、出航した西表島の仲良港へ引き返し、午後1時に無事帰港した。
帰港直後、船長は沖縄県庁と付近の測候所、大阪商船へ電報により状況を報告し、石垣島の地方新聞社は即日で号外を発行した。その後の詳細記事には、ユタが「噴火翌日に津波が襲いかかる」と予言し、噂がすぐに石垣島全島に広まり、島民は混乱に陥ったとされる。高台の小学校に避難し恐怖の余り一睡も出来なかった人もいれば、蝋燭を求め商店に人々が押しかけ、はたまた避難して不在になった家屋に侵入して窃盗を行う者もいたという。過去に先島諸島では、1771年に発生した大津波で１万人以上の死者、行方不明者を出した背景もあり、こうした騒動に発展した一因と考えられる。
噴火して間もなく、噴火場所に近い西表島の海岸や港は軽石で覆われ、約3か月はこの状態が続き、船は身動き出来なかったという。噴火後約1か月で、八重山諸島の海岸は軽石で埋めつくされ、中には大人2-3人が乗っても浮くほどの軽石もあり、一畳分の大きさであったとされる。軽石の総噴出量は体積にして約1立方キロメートルと推測される。また噴火して約3週間後、沖縄諸島各地の海岸にも軽石が打ち上げられ、さらに黒潮と対馬海流によって軽石は日本各地へ運ばれ、噴火約1年後に北海道の礼文島まで漂着した軽石もあった。当時は日本近海における海流方向の詳細は不明であったが、これら軽石の漂流により海流研究における大きな手掛かりとなった。
この軽石は二酸化ケイ素 (SiO2) の含有率が73%で流紋岩質の岩石と判明したが、酸化カリウム (K2O) の量が約1%であった。この海底火山の正確な位置は不明で、現在でも海洋調査船を用いて海底調査を行っている。当火山は九州の阿蘇山・桜島からトカラ列島を経て南端の硫黄鳥島までを含む霧島火山帯の南方延長に当たるかは定かでない。しかしその火山帯以南の海底に西表海底火山以外にも他の海底火山が存在している可能性が高く、それらは「琉球海底火山帯」と命名されている。

## 噴出源
この噴火の推定噴出量は1km3のVEI-5で、この規模の爆発的な噴火は最近1000年間の日本で7例しか確認されていない程の大噴火であった。にも拘わらず、噴出源の火山は2022年現在も特定されていない。日本活火山総覧（1984）によると、海底の噴火点は北緯24度34分 東経123度56分 / 北緯24.567度 東経123.933度とされている。しかし、当該地は沖縄トラフの大陸斜面に相当し、火山を想定させる地形、地磁気異常は認められない。周辺の火山らしき地形として水納海丘、石垣海丘群、西表小丘列、西表海丘、第2小浜海丘、第1小浜海丘、鳩間小丘列などが存在している。

## 群発地震
1991年1月23日から1994年末にかけて、西表島北部とその沖合で群発地震が発生した。1991年2 - 3月の2か月間に有感地震が約700回、1992年9 - 12月の4か月間には約1,400回も観測され、特に1992年10月の1か月に800回以上も計測された。この群発地震の特徴としては、震源の深さが10キロメートル未満とごく浅く、また地震のマグニチュードが最大でも5.2と小さいのが挙げられる。
地震発生時に、西表島北部の海岸に軽石が幾度も漂着した。マスコミは火山性地震なのか、また1924年に噴火した近海の海底火山が再噴火するのではないかと懸念する報道がなされた。その後、この群発地震の原因を調査すべく研究者らによって、西表島各地に精密機器を使用した地震観測、さらに地磁気測定や海底調査も行われた。しかしその調査で火山性地震と示す証拠は発見されず、また漂着した軽石は地震前に既に打ち上げられたものが、潮の満ち引きにより再び漂着したと考えられる。長野県で発生した松代群発地震と同原因の水噴火によるものと思われたが、確証は得られなかった。結局、群発地震の発生原因の詳細は不明である。
この群発地震で最大震度5を記録、その際に西表島で石垣が崩壊したが、人的被害は発生しなかった。また島内の各集落は津波の襲来に備えて標高20メートル以上の高台に避難所を設置した。さらに長引く地震により西表島を含む八重山諸島への旅行客が激減した。挙句の果てに西表島から約500キロメートルも離れて当群発地震と無関係であった沖縄本島でも観光客が減少するなどの風評被害をもたらした。しかしその一方で、連日の地震報道により地震対策に関心の薄い沖縄の人々に警戒感を持たせる効果を出したとの意見もある。